# Brisbane (Kalifornia)
Brisbane város az USA Kalifornia államában, San Mateo megyében. Lakosainak száma 4851 fő (2020).

## Népesség
A település népességének változása:

| 2010 | 4 282 |
| 2020 | 4 851 |